# Nicolas Horsch
Nicolas Joseph Marie Horsch (Verviers, 23 maart 1889 - aldaar, 18 oktober 1940) was een Belgisch gewichtheffer.

## Levensloop
Horsch nam deel aan de Olympische Zomerspelen van 1924 te Parijs. Hij werd er negentiende in de gewichtsklasse van de middengewichten (≤75kg). Tevens werd hij in 1924 Belgisch kampioen in deze gewichtsklasse. Later werd hij een official in deze sport.